# Анкерсхаген
Анкерсхаген (њем. Ankershagen) општина је у њемачкој савезној држави Мекленбург-Западна Померанија. Једно је од 60 општинских средишта округа Мириц. Према процјени из 2010. у општини је живјело 642 становника. Посједује регионалну шифру (AGS) 13056006.

## Географија
Анкерсхаген се налази у савезној држави Мекленбург-Западна Померанија у округу Мириц. Општина се налази на надморској висини од 58 метара. Површина општине износи 28,2 km². У самом мјесту је, према процјени из 2010. године, живјело 642 становника. Просјечна густина становништва износи 23 становника/km².